# Fenotyp rozszerzony
Fenotyp rozszerzony – wydana w 1982 roku książka brytyjskiego biologa Richarda Dawkinsa. Autor rozwija w niej koncepcję zawartą w swojej poprzedniej książce „Samolubny gen”, gdzie przedstawił organizmy żywe jako maszyny przetrwania konstruowane przez geny w celu zwiększenia szans replikacji. Poświęca więcej miejsca zagadnieniom technicznym w celu odparcia krytyki wobec „Samolubnego genu” i dokładniejszego przedstawienia teorii.
Postuluje także poszerzenie ówczesnego znaczenia pojęcia fenotyp (uważa tę ideę za swój najważniejszy wkład w naukę i kulturę). Koncepcja fenotypu rozszerzonego generalnie została zaakceptowana przez biologów (nie określa się jej mianem „hipotezy” czy tym podobnych). Przykładem fenotypu rozszerzonego jest gniazdo ptaka.
Książka bywa określana jako popularnonaukowa, jednak autor stwierdził, iż napisał ją mając na względzie profesjonalnych odbiorców.

## Treść
Dawkins stwierdza, że jedyną rzeczą bezpośrednio kontrolowaną przez geny jest biosynteza białek i dotychczasowy pogląd, że fenotyp oznacza komórkową ekspresję genów osobnika ograniczoną do jego ciała uważa za arbitralne ograniczenie.

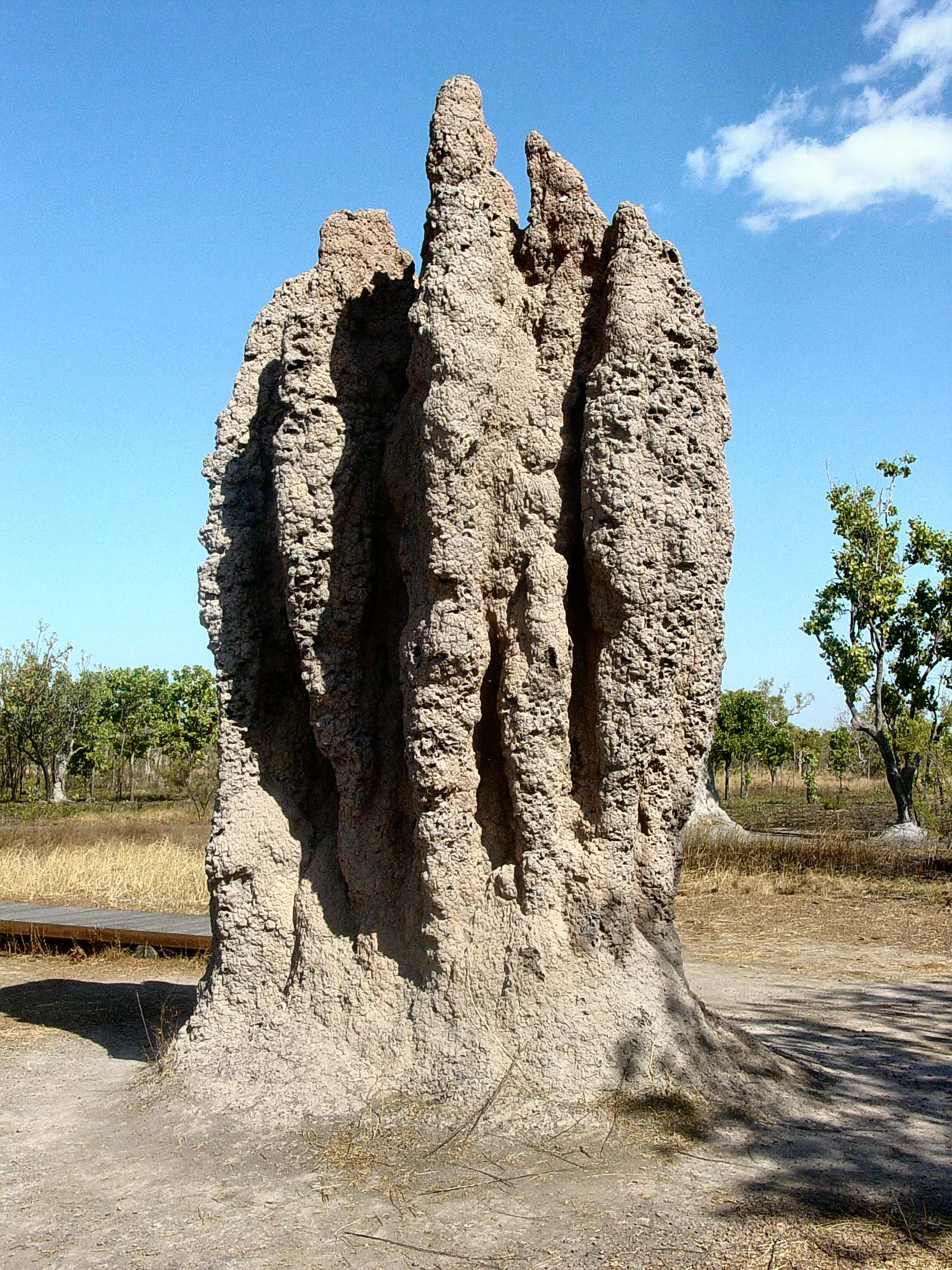
Termitiera to przykład fenotypu rozszerzonego (współdzielonego przez geny nDNA termitów robotników, ich mitochondriów, ich flory pokarmowej i ich plazmidów, czyli wszystkich genów, które budują kolonię).

Jednostką ewoluującą jest nie tylko gatunek czy pojedynczy organizm, a także gen. Dawkins dowodzi, że geny w konkretnym organizmie do osiągnięcia sukcesu ewolucyjnego wykorzystują nie tylko tenże organizm, ale również inne osobniki - nawet takie, które są przedstawicielami innych gatunków. Przytacza przykłady na to, że geny poprzez zachowanie zwierząt mają wpływ na środowisko: domki chruścików i tamy budowane przez bobry. Zbudowaną przez bobry tamę również nazwać można elementem bobrzego fenotypu. Ewolucjonizm zakłada, iż w świecie genów sukces odnoszą te z nich, które lepiej dostosowują swoje „transportery” (organizmy) do środowiska. U niektórych zwierząt dostosowanie to przejawia się np. lepszym węchem bądź wzrokiem, u innych mocniejszymi zębami czy pazurami. Na podstawie obserwacji można ustalić, że w danym środowisku sukces odniósł konkretny gen (bądź zestaw genów) ze względu na jego wpływ np. na długość zębów jego posiadacza. Analogicznym zjawiskiem może być sukces genu (bądź zestawu genów) wpływających na wysokość budowanej przez bobry tamy. Skoro tak genotyp ujawnia się w świecie materii nieożywionej, zatem i o jej elementy rozszerzyć należy pojęcie fenotypu.
Autor później wskazuje na to, że taki wpływ może się rozciągać nawet na ciała innych zwierząt. Genotyp wpływa nie tylko na fenotyp organizmu, do którego należy, ale również, poprzez procesy chemiczne, na cechy fenotypowe innych organizmów. W XII rozdziale pt. „Wpływ genów pasożyta na fenotyp żywiciela” pisze o wpływie genów przywry (pasożyta układu pokarmowego) na grubość muszli ślimaka. Ślimaki zaatakowane przez przywry wykształcają muszle większej grubości niż osobniki wolne od tego pasożyta, co zapewnia im dłuższe życie. Na zjawisko to wpływ mają wytwarzane przez pasożyty w organizmie żywiciela substancje chemiczne, zaś synteza tychże związków możliwa jest dzięki instrukcjom zapisanym w genomie przywry. W ten sposób fenotyp ślimaczej muszli określić można jako efekt fenotypowy będący wypadkową ekspresji genotypów ślimaka i przywry.
Podsumowuje swoje rozważania w tym co nazywa Central Theorem of the Extended Phenotype:
Zachowanie zwierzęcia ma na celu zwiększenie szans przetrwania genów, które to zachowanie spowodowały, niezależnie od tego czy te geny należą do tego zwierzęcia czy nie.

## Wydania
Pierwsze wydanie z 1982 miało podtytuł „The Gene as the Unit of Selection”.
Drugie, poprawione z posłowiem filozofa Daniela Dennetta zostało opublikowane w 1999 z podtytułem „The Long Reach of the Gene”.
Wydanie polskie w tłumaczeniu Joanny Gliwicz zostało opublikowane przez wydawnictwo Prószyński i S-ka w 2003 (ISBN 978-83-7469-577-0).

## Ograniczenia koncepcji
W 2004 roku Dawkins wśród bytów niebędących fenotypem rozszerzonym wymienił budynki (gdyż ich przetrwanie nie wpływa na przetrwanie genów architektów i budowniczych), memy i cechy organizmu wpływające na ekspresję genów. Fenotypem rozszerzonym są tylko te produkty, które wpływają na sukces ewolucyjny genów za nie (choćby częściowo) odpowiedzialnych. Z drugiej strony wskazał genom cytoplazmatyczny (czyli genom mitochondriów i genom chloroplastów) jako zdolny do wytworzenia fenotypu rozszerzonego, co rozciąga pojęcie posiadacza fenotypu poza organizmy żywe.
W badaniu z 2011 roku określono ubranie czy makijaż jako rodzaj fenotypu rozszerzonego, jednak bez odniesienia się do powyższych rozważań.